# Carry Fire
Carry Fire è il quattordicesimo album in studio da solista del cantante britannico Robert Plant, ex cantante dei Led Zeppelin pubblicato nel 2017.

## Tracce
1. The May Queen – 4:14
2. New World... – 3:29
3. Season's Song – 4:19
4. Dance with You Tonight – 4:48
5. Carving up the World Again... A Wall and Not a Fence – 3:55
6. A Way with Words – 5:18
7. Carry Fire – 5:28
8. Bones of Saints – 3:47
9. Keep It Hid – 4:07
10. Bluebirds over the Mountain (Ritchie Valens cover) (feat. Chrissie Hynde) – 4:58
11. Heaven Sent – 4:39